# 白ロシア軍管区
白ロシア軍管区(ロシア語: Белорусский военный округ)はソ連地上軍の軍管区。

## 歴史
もともとロシア内戦で西部戦線として編成され、1924年4月に西部軍管区と改名された。1926年10月にベラルーシ軍管区に再改名され、スモレンスクに本拠を置いた。この軍管区はベラルーシSSRの領域とRSFSRの西部、スモレンスク、ブリャンスク、カルーガなどの地域を管轄していた。
1928年最初の軍管区の兵の演習が行われ、第6、第7騎兵師団と第5、第8、第27歩兵師団、第33地方守備師団、モスクワ軍管区の戦車旅団、砲兵、航空機、通信、工兵などの部隊が参加した。演習は出席したソビエト連邦の国防相クリメント・ヴォロシーロフに管区内の兵の戦闘能力の成長を示した。
1932年、国内からゲオルギー・ジューコフの率いる第4レニングラード騎兵赤旗勲章ヴォロシーロフ師団が配置された。1932年から1933年、装甲車両の発展に伴って、軽戦車T-24、T-26、中戦車T-28、快速戦車BT-2、BT-5、水陸両用のT-37、重戦車T-35、豆戦車T-27などのソ連製の戦車による7つの独立した戦車旅団が編成された。1937年、軍管区は5つの歩兵軍団と5つの騎兵軍団に分けられ15個歩兵師団を展開していた。
1938年7月26日、軍管区はベラルーシ特別軍管区(ロシア語: BOVO)に改名、1939年9月ポーランド侵攻後、ポーランド領だった地域のほとんどがベラルーシ特別軍管区に編入された。1940年7月の西部特別軍管区に再改名され、1941年6月22日のドイツのソ連侵攻以降は、この軍管区は西部戦線と呼ばれるようになった。
この軍管区は1943年10月にスモレンスクのモスクワ地帯防衛隊のスタッフから再編され、1944年8月にはミンスクに移動した。1944年12月から1945年7月まで、この軍管区はベラルーシ、リトアニアの領域を管轄するベラルーシ・リトアニア軍管区とされ、7月9日からは1946年1月26日までは第3軍の人員からなるミンスク管区と第3ベラルーシ戦線の人員からなるバラノヴィチ管区に分割されていたが、1946年には白ロシア軍管区として統一された。軍管区はベラルーシSSRを管轄内としていた。
1950年代の初期から、訓練部隊を含む9個戦車師団と2個自動車化狙撃師団を擁する第28軍、第5親衛戦車軍、第7戦車軍の3個軍が地区に配属された。1988年当時、第5親衛戦車軍は第8親衛、第29、第193戦車師団、第7「赤星」戦車軍は第3親衛、第34、第37親衛戦車師団からなった。1970年代後半から軍管区は西方戦略方面最高司令官の指揮下に入った。
ソ連の解体じ第28軍はグロドノに本拠を置き第6親衛戦車師団(グロドノ)、第28戦車師団(スロニム)、第50親衛自動車化ライフル師団(ブレスト・リトフスク)、第76戦車師団(ブレスト、恐らくカテゴリVの幹部部隊)が存在した。直接軍管区の指令下にあった第120「ロガチェフ」親衛自動車化狙撃師団は軍管区で最も名声の高い師団だった。防空軍は1980年代にソ連防空軍から第11、第28防空軍団を含む第2防空軍が派遣されていた。
軍管区内の軍は1992年のソ連崩壊後の軍管区解体でベラルーシ陸軍の基礎となった。ベラルーシ軍管区は消滅し、ベラルーシ議会の決定に基づき、非戦略部隊も含め多くの部隊がベラルーシ国防省のもとに置かれている。

## 第1航空軍
1949年2月半ば、1949年1月10日に発行された指令に従って、管区内に存在した第1航空軍は第26航空軍に改名された。第26航空軍はベラルーシ軍管区の指揮下に入っていた。1962年には第26航空軍は第95戦闘飛行師団(シチュチン)、第1親衛爆撃飛行師団(リダ)、第10独立偵察飛行連隊(シチュチン)、第248独立混成飛行中隊(ミンスク)、第95独立混成飛行中隊(グロドノ)などから構成された。第26航空軍はVVSベラルーシ軍管区に改名され、1988年5月再度第26航空軍に名前が戻された。第95戦闘飛行士弾は1988年に解散された。
1990年には第26航空軍は以下の部隊を含んでいた。
- 第1親衛爆撃飛行師団（英語版） (リダ)
- 第50独立混成飛行連隊 (ミンスク)
- 第151独立飛行連隊 (電子戦用、シチュチン)
- 第927戦闘機飛行連隊(ベレザ)
- 第206独立強襲飛行連隊(プルジャヌイ（英語版）)
- 第378独立強襲飛行連隊 (パスタヴィ（英語版）)
- 第397独立強襲飛行連隊 (コブリン)
- 第10独立偵察飛行連隊 (シチュチン)
- 第302独立ヘリコプター飛行中隊 (電子戦用、コブリン)
- 第56独立通信連隊 (ミンスク)

## 第2防空軍
1988年第2防空軍は第11、第28防空軍団から構成されていた。
第11防空軍団は1960年3月15日にバラノヴィチで防空軍の第39戦闘飛行師団から編成された。防空軍の第2独立軍から1960年3月から1977年11月まで第3防空師団が派遣されていた。1992年初期にベラルーシに引き継がれ、1994年まで存在した。本拠地は白ロシアSSRのバラーナヴィチ。
1988年には以下の部隊から構成された。
- 第61防空戦闘飛行連隊(バラノヴィチ、MiG-25/Su-27)[7]
- 第201防空戦闘飛行連隊 (Machulischi、MiG-23)
- 第15対空ミサイル旅団 (Fanipol)
- 第115対空ミサイル旅団 (ブレスト・リトフスク)
- 第127対空ミサイル旅団 (リダ)
- 第377親衛対空ミサイル連隊 (ポラツク)
- 第1146対空ミサイル連隊(オルシャ)
- 第8無線技術連隊 (バラノヴィチ)
- 第49無線技術連隊 (ポラツク)
- 独立電子戦大隊

第28防空軍団は1992年まで第2防空軍の一部であった。本拠地はウクライナSSRのリヴィウ。
ソビエト連邦崩壊直前の1992年1月に、ウクライナ防空軍の前身である第8防空軍に編入された。
1988年には以下の部隊から構成された。
- 第179防空戦闘飛行連隊 (Stryy)
- 第254戦闘飛行連隊 (Mukachevo)
- 第540対空ミサイル連隊 (Kamenka-Bugskaya)
- 第270対空ミサイル連隊 (リヴォフ)
- 第312対空ミサイル連隊 (Nadvornaya)
- 第438対空ミサイル連隊 (コーヴェリ)
- 第521対空ミサイル連隊 (Borshschev)
- 第1無線技術旅団 (Lipniki)
- 第10無線技術旅団 (Stryy)
- 第17独立電子戦大隊 (Kolomyya)
- 第38通信所 (リヴォフ)

## 第二次大戦後の司令官
- ソ連邦元帥 セミョーン・チモシェンコ (-1946),
- 上級大将 Sergei Trofimenko (1946年4月 - 1949年3月)(former commander of the 7th Army)
- セミョーン・チモシェンコ (1949年3月 - 1960年4月),
- 上級大将 V. I. Komarov (1960年4月 - 1961年7月)
- 上級大将 V. A. Penkovskiy (1961年7月 - 1964年7月)
- 上級大将 S. S. Маряхин (1964年7月 - 1967年9月)
- 上級大将 I. M. Tretyak (Третьяк) (1967年9月 - 1976年6月)
- 上級大将 M. M. Zaytsev (1976年6月 - 1980年11月)
- 上級大将 E. F. Ivanovsky  (1980年12月- 1985年2月)
- 上級大将 V. M. Shuraev (02.1985年2月 - 1989年1月)
- 上級大将 A. I. Kostenko (1989年1月 - 解散)

## 関連文献
- I M Tret'yak, ed, "Krasnoznamennyy Belorusskiy voyennyy okrug", "Belarus'", Minsk, 1973; - Soviet history of district
- E F Ivanovskiy, ed, Krasnozamennyy Belorusskiy voyennyy okrug", Voenizdat, 2nd edn, Moscow, 1983 - second edition